# Vaejovis nigrescens
Espèce
Vaejovis nigrescens est une espèce de scorpions de la famille des Vaejovidae.

## Distribution
Cette espèce est endémique du Mexique. Elle se rencontre dans États de Mexico, du Michoacán, du Jalisco,  du Zacatecas, d'Aguascalientes, de Guanajuato et du Querétaro.

## Description
La femelle holotype mesure 58 mm.

## Publication originale
- Pocock, 1898 : « The scorpions of the genus Vaejovis contained in the collection of the British Museum. » Annals and Magazine of Natural History, sér. 7, vol. 1, p. 394-400 (texte intégral).